# Giuseppe Capecelatro
Giuseppe Capecelatro (né le 25 septembre 1744 à Naples et mort le 2 novembre 1836  dans la même ville) est un ecclésiastique et homme politique italien, archevêque de Tarente de 1778 à 1816.

## Biographie
Docteur en droit, avocat du Consistoire et aumônier du trésor de San Gennaro à Naples, Giuseppe Capecelatro lutte contre les abus des pouvoirs publics et attaque le célibat des prêtres. Il est nommé archevêque de Tarente en 1778.
Le 14 mars 1800, il est condamné à dix ans de prison pour avoir rejoint les insurgés de la République parthénopéenne lors des révoltes de 1799. Conseiller d'état (juillet 1806), il est nommé Ministre de l'Intérieur sous Joseph Bonaparte et Joachim Murat (septembre 1808- novembre 1809). Premier aumônier de la reine Caroline Bonaparte, il perd son archevêché au retour des Bourbons.

## Œuvres
- Éloge de Frédéric II, roi de Prusse, 1832
- Al clero e al popolo della diocesi tarantina